# Козье болото (мифология)
Козье болото или пруд (лат. Palus Caprae или Capreae) — место на Марсовом поле в Древнем Риме. В римской мифологии считалось, что отсюда Ромул вознёсся на небеса.

## Описание
Это болото питалось потоком под названием Petronia Amnis, но ко временам Октавиана Августа исчезло или было осушено. Козье болото находилось в небольшой впадине, на которой позже возвели Пантеон, к западу от Алтаря Марса, который, как предполагалось, установил Нума Помпилий. Ф. Коарелли предположил, что мифическое значение болота стало причиной выбора места для Пантеона. Л. Преллер считал, что это мог быть тот же объект, что и Aedicula Capraria в VII римском округе, указанный в их списке Regiones.

## Миф
В ноны квинтилия (7 июля) Ромул устроил смотр войскам в лагере на Марсовом поле близ болота. Внезапно разразилась буря, сопровождавшаяся солнечным затмением, и это место затопило. Царя окружило столь густое облако, что его потеряли из вида. Когда буря прекратилась, а испуганные римляне вышли из укрытий, они не нашли своего правителя на троне. Стоявшие ближе патриции рассказали остальным, что он взят бурей на небо. Римляне погрузились в уныние, и поползли слухи, что патриции растерзали его, спрятав останки под тоги. Их успокоил товарищ Ромула Прокул Юлий, рассказавший, что во время путешествия из Альба-Лонги в Рим он встретил Ромула, неожиданно сошедшего с небес, уподобившегося богу Квирину, и что Ромул напророчил Риму быть главою вселенной и опять вознёсся. Согласно Плутарху, от этих события произошёл праздник Капротиния (Caprotinia).